# Moras (França)
Moras é uma comuna francesa na região administrativa de Auvérnia-Ródano-Alpes, no departamento de Isère. Estende-se por uma área de 8,32 km². Em 2010 a comuna tinha 533 habitantes (densidade: 64,1 hab./km²).